# Ґергард Баркгорн
Ґергард Баркгорн (нім. Gerhard Barkhorn, 20 березня 1919, Кенігсберг — 8 січня 1983, Фрехен, Кельн) — німецький військовий льотчик-ас за часів Третього Рейху, майор (1944) Люфтваффе. Кавалер Лицарського хреста Залізного хреста з Дубовим листям‎ та мечами (1944). Другий за результативністю льотчик-ас Люфтваффе, після Еріха Гартманна, що здобув 301 перемогу в повітряних боях. Після створення Бундесверу — один з керівників створення військово-повітряних сил Західної Німеччини, де пройшов шлях до генерал-майора Люфтваффе.

## Біографія

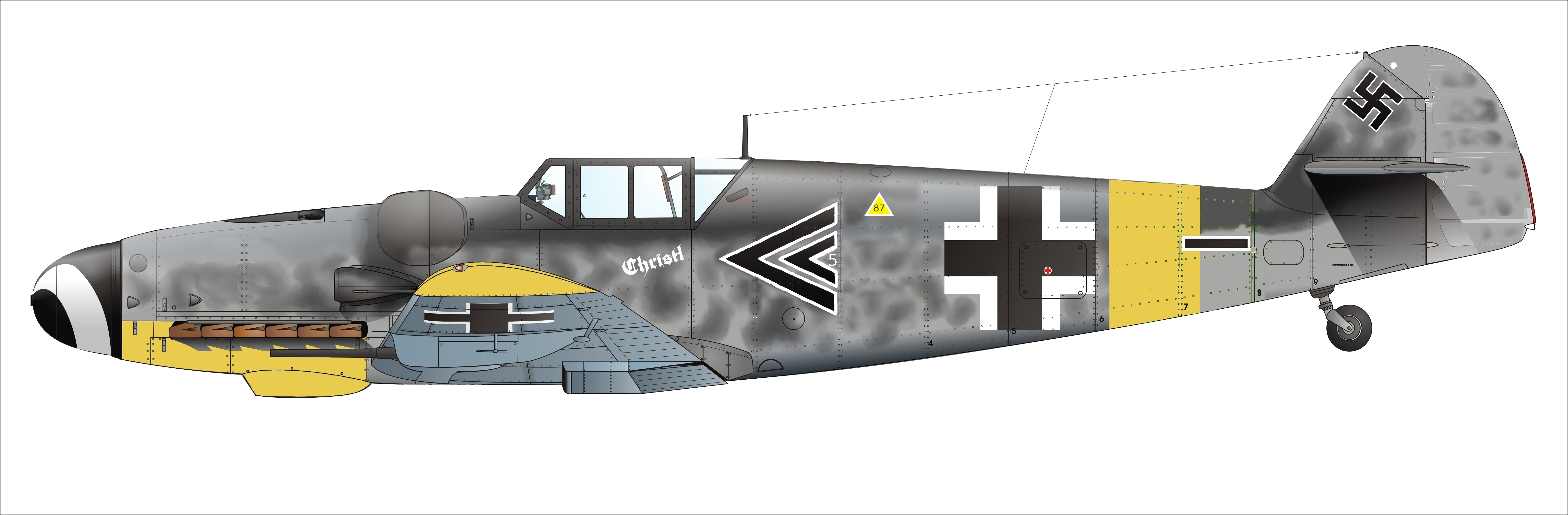
Bf 109 G-6, Stab II/JG52, Ґергард Баркгорн, Листопад 1943

Військова кар'єра
- 1937 — фанен-юнкер
- 1 січня 1940 — лейтенант
- 11 листопада 1941 — обер-лейтенант
- 1 квітня 1943 — гауптман
- 1 травня 1944 — майор

- 1964 — полковник
- 1969 — бригадний генерал
- ? — генерал-майор